# ادینا کناپک
ادینا کناپک (مجاری: Edina Knapek؛ زادهٔ ۵ اکتبر ۱۹۷۷) شمشیرباز زن اهل مجارستان بود.